# Turinyphia
Genre
Turinyphia est un genre d'araignées aranéomorphes de la famille des Linyphiidae.

## Distribution
Les espèces de ce genre se rencontrent en zone paléarctique.

## Liste des espèces
Selon World Spider Catalog (version 16.5, 9/12/2015) :
- Turinyphia cavernicola Wunderlich, 2008
- Turinyphia clairi (Simon, 1884)
- Turinyphia maderiana (Schenkel, 1938)
- Turinyphia yunohamensis (Bösenberg & Strand, 1906)

## Publication originale
- van Helsdingen, 1982 : Quelques remarques sur les Linyphiidae mentionnés par Di Caporiacco. Revue arachnologique, vol. 3, p. 155-180.